# Ядлівчак затоковий
Ядлівча́к затоковий (Colluricincla obscura) — вид горобцеподібних птахів родини свистунових (Pachycephalidae). Ендемік Індонезії. Раніше вважався конспецифічним з лісовим ядлівчаком.

## Підвиди
Виділяють два підвиди:
- C. o. obscura (Meyer, AB, 1874) — острів Япен в затоці Чендравасіх[en] (на північ від Новій Гвінеї);
- C. o. hybridus (Meise, 1929) — північний захід і захід Нової Гвінеї.

## Поширення і екологія
Затокові ядлівчаки живуть переважно у рівнинних і гірських вологих тропічних лісах і на узліссях, трапляються в мангрових лісах. Зустрічаються поодинці або парами, іноді невеликими зграйками. Живляться комахами та іншими безхребетними, яких шукають серед листя. 